# هيكتور بيليرين
هيكتور بيليرين مورونو ((بالإنجليزية: Héctor Bellerín)؛ مواليد 19 مارس 1995) هو لاعب كرة قدم إسباني يجيد اللعب في مركز الظهير الأيمن يلعب حاليًا لصالح نادي ريال بيتيس في الدوري الأسباني

## روابط خارجية
- هيكتور بيليرين على موقع الاتحاد الأوربي (الإنجليزية)
- هيكتور بيليرين على موقع قاعدة بيانات كرة القدم.إي يو (الإنجليزية)
- هيكتور بيليرين على موقع بيانات كرة القدم. دي إي (الألمانية)
- هيكتور بيليرين على موقع ليكيب (الفرنسية)
- هيكتور بيليرين على موقع ناشيونال فوتبول تيمز (الإنجليزية)
- هيكتور بيليرين على موقع Soccerbase.com (لاعب) (الإنجليزية)
- هيكتور بيليرين على موقع Soccerway.com (الإنجليزية)
- هيكتور بيليرين على موقع عالم كرة القدم.نت (الإنجليزية)
- هيكتور بيليرين على موقع AS.com (الإسبانية)